# Муслиманска милиција Санџака
Муслиманска милиција Санџака је била квислиншка војна формација формирана током Другог светског рата на окупираној територији Србије, Црне Горе и Босне, састављена углавном од муслиманског становништва и уско повезана са усташким и италијанским формацијама на тој територији.

## Историја
По доласку усташа у Пријепоље 1941. године с њима су се повезали хоџа Сулејман Пачариз и Хусеин Ровчанин и, уз њихову помоћ и упутства, приступили организовању такозване „муслиманске милиције". Усташке власти су их поставиле за команданте те милиције. Ове јединице су од самог почетка биле изразито квислиншке и злочиначке, а посебан задатак био им је да распирују мржњу између српског и муслиманског становништва у Санџаку, што је стално подстицало братоубилачки рат.
Усташе су биле у Пријепољу до септембра 1941. године, када су управу над овим територијама преузели Италијани. Муслиманска милиција, је са италијанским јединицама успоставила врло присну сарадњу.
Команданти муслиманске милиције бирали су из својих редова најспособније млађе људе и слали их код есесовских немачких трупа у Нови Пазар на вежбање и подучавање, а неки су после
тога упућивани на Источни фронт, заједно са окупаторским јединицама. Пачариз је од својих највернијих људи формирао такозвани летећи вод с којим је ишао од села до седа, мобилисао, малтретирао недужне људе, а многе имућне Муслимане је приморавао да од њега купују пушке, које је добијао од окупатора. Ако се неко противио, био је варварски кажњаван батинама и разним другим злостављањем.